# 御酒市
御酒市（みきし）は、兵庫県三木市の企業である株式会社IMC（IMC (企業)とは別会社）が、2017年から実施しているプロジェクト。「バーチャルシティ」と銘打ち、ふるさと納税制度で三木市内の酒造メーカーによる日本酒を購入すると「市民」とするシステムを導入している。